# Poker de reinas
Poker de reinas es una película de comedia musical y drama mexicana de 1960, dirigida por Benito Alazraki, escrita por Julio Alejandro y protagonizada por Christiane Martel, Flor Silvestre, Mapita Cortés y Elvira Quintana. Es una autoparodia de la película Poker de ases (1952) filmada por Luis Aguilar, Antonio Badú, David Silva, Luis Aldás, Rebeca Iturbide y Prudencia Griffel.

## Argumento
Una comedia musical sobre un cuarteto de mujeres guapas llamadas Lisette, Paloma, Lala y Catalina, quienes deciden irrumpir en el mundo del espectáculo en un cabaret y juran no involucrarse con hombres, pero el destino las hace vivir una serie de situaciones imprevistas.

## Reparto
- Christiane Martel como Lisette
- Flor Silvestre como Paloma
- Mapita Cortés como Lala
- Elvira Quintana como Catalina Arévalo
- Roberto G. Rivera como Ubaldo Portilla
- Óscar Ortiz de Pinedo como Honorato Arévalo García
- Delia Magaña como Tati "La Baronesa"
- Óscar Cuéllar como Javier
- Héctor Gómez como Enrique
- Hernán Vera como Don Frausto
- Fanny Schiller como Doña Lucha
- Consuelo Monteagudo como Señorita Andrea
- Roy Fletcher como Jefe de albañiles
- Julián de Meriche como Samuel
- Lydiette Carrion
- Manuel "El Loco" Valdés como El Invisible
- Armando Acosta como Invitado
- Lupe Carriles como Espectadora de teatro
- Yolanda Ciani como Empleada de rubia banco
- Rafael María de Labra como Porfirio González
- Enedina Díaz de León como Merceditas
- Jesús Gómez como Hijo de Tati
- Graciela Lara como Amiga de Lala
- Salvador Lozano como Don Antonio
- Francisco Reiguera como Espectador de teatro
- Ángela Rodríguez como Estudiante de escuela de capacitación
- Antonio Sandoval como Joyero